# 頭重腳輕
頭重腳輕（lightheadedness）或稱頭昏眼花、頭暈目眩，是一種常見的昏沉感及可能發生暈厥的預感。此症狀可能短暫發生或持續較長時間，少數情況下會反覆發作，有時會伴隨周圍環境旋轉或移動的錯覺（稱作眩暈）。大多數頭重腳輕的原因並不嚴重，通常可透過簡單措施緩解。
人體維持平衡感需要大腦處理許多來自眼、神经系统及內耳的資訊。若大腦無法處理這些資訊，或是這些資訊間存在矛盾、部份感官無法正常運作，可能就會產生頭重腳輕或頭暈的感覺。

## 成因
頭重腳輕可能只是表示大腦暫時缺乏血液或是氧氣（這也是最常見的情形），原因可能是因為血壓下降、因為呕吐、腹瀉或发热造成的快速脱水。其他的原因包括高山症、低血糖、过度换气、姿勢性直立性心動過速綜合徵、恐慌發作及贫血。這也可能是其他疾病的症狀，其中有些是嚴重的疾病，像是心臟問題（包括異常心臟電傳導或心肌梗死）、呼吸系統問題（像是肺高壓或肺栓塞），也可能是中風、大量出血或是休克。若有上述嚴重的疾病，一般會伴隨著其他的症狀，例如胸痛、感覺心跳很快、無法說話或是視力上的變化。
許多的人（尤其是較年長者）在從臥姿或是坐姿太快的變換姿勢時，會有頭重腳輕的情形。頭重腳輕也常伴隨著流行性感冒、低血糖、普通感冒或是过敏。頭重腳輕可以用抗組織胺藥抑制（例如鹽酸左西替利嗪），也可以用抗生素或是选择性5-羟色胺再摄取抑制剂。若是剛開始抽烟的人，尼古丁或煙草製品會造成頭重腳輕。麻醉藥物（例如可待因）也會造成此情形。

## 治療
治療方式視其背後的病因而定，可能包括喝大量水份或是其他液體（不過若是因為水中毒而造成lightheadedness，此時飲水是非常危險的）。若是因為噁心或是嘔吐而無法喝水，可以用靜脈注射。也可以吃一些含糖的食物，維持坐著或是躺下，降低頭部相對於其他部位的高度（例如坐著彎腰，將頭置於兩膝之間）。
其他簡易的預防方式包括在坐姿或是躺臥時避免突然站立或是突然坐起，並且避免強光。
在流汗時，人體會流失一些必要的电解质。若長期處在高熱的地方，流汗也會讓人流失電解質，也可能會造成頭重腳輕。

## 外部連結
The MedlinePlus Medical Encyclopedia （页面存档备份，存于）